# Погожалки (Подляское воеводство)
Погожа́лки (пол. Pogorzałki) — деревня в Белостокском повете Подляского воеводства Польши. Входит в состав гмины Добжинево-Дуже. Находится примерно в 16 км к северо-западу от города Белостока. По данным переписи 2011 года, в деревне проживало 659 человек.
До 1795 года деревня входила в состав Бельского повета Подляшского воеводства.
Есть костёл Милосердия Божия (1980), деревянная часовня (1863). Северо-западнее деревни — железнодорожная станция Борсукувка на линии Белосток—Бартошице.

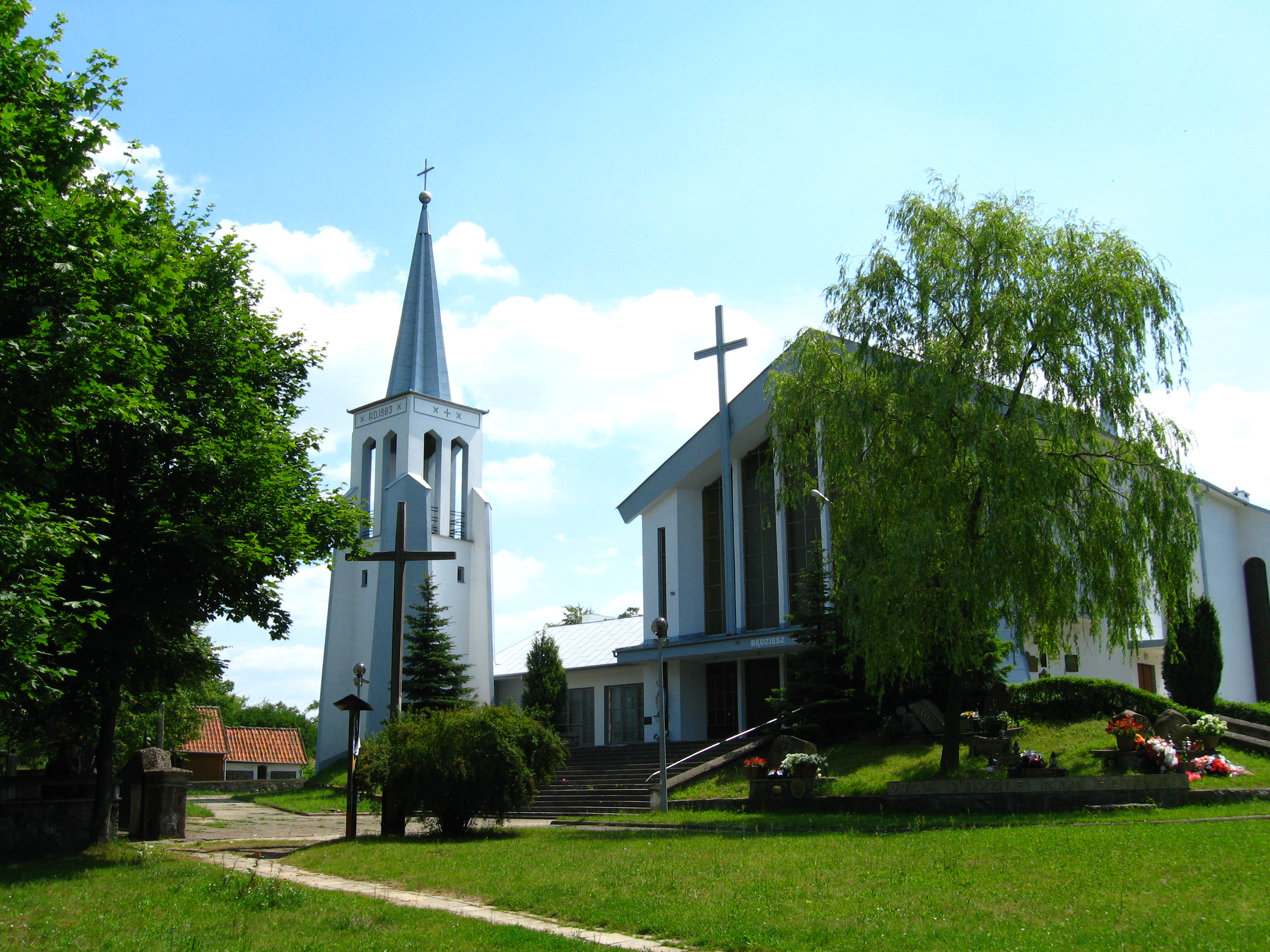
Костёл
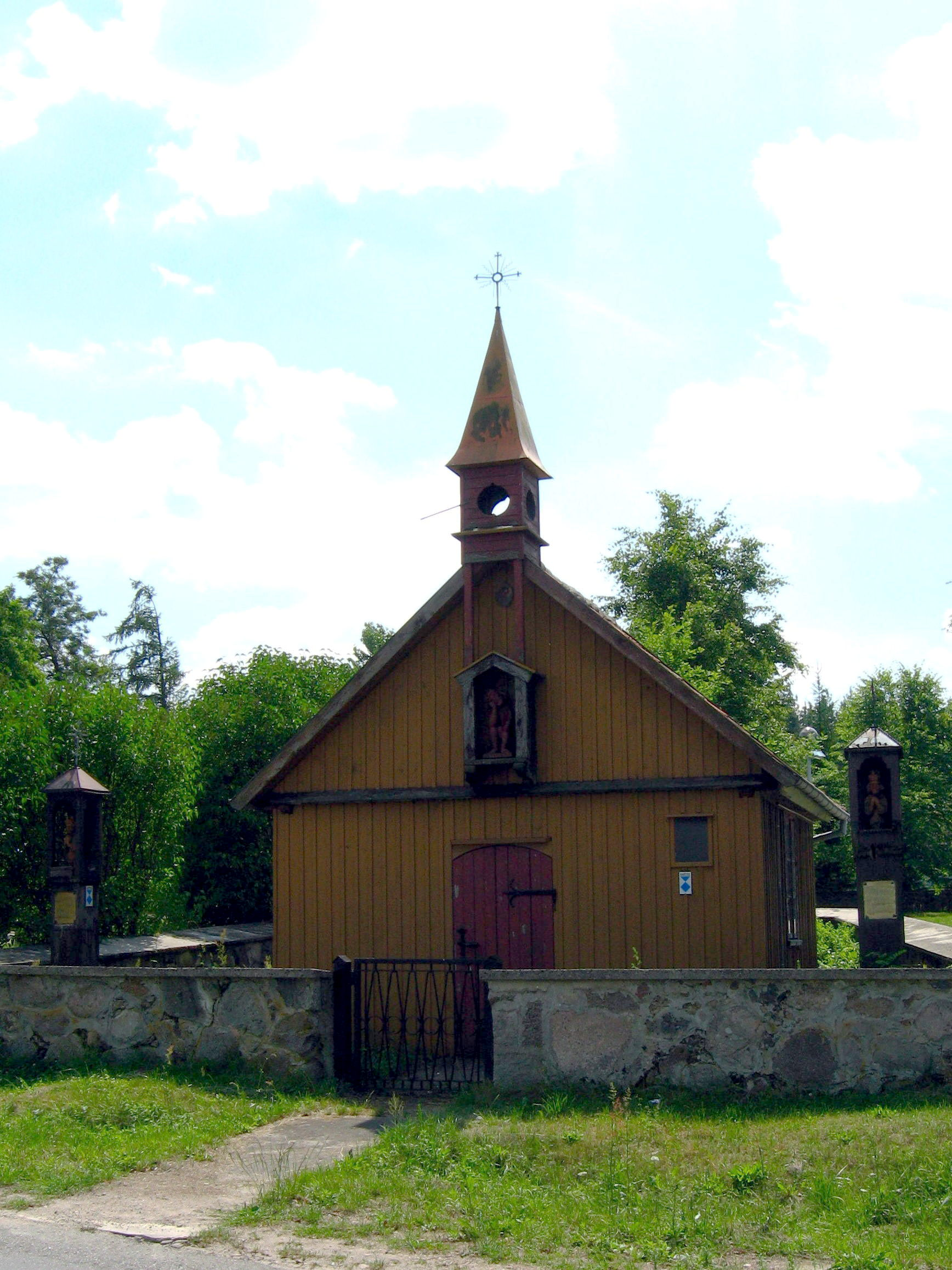
Часовня